# Езоп
Езоп (грец. Αίσωπος, жив у VI столітті до н. е.) — видатний байкар, засновник жанру байки, так званий «Батько байки».
Писав байки, героями яких були тварини, наповнював свої оповіді повчаннями та мораллю. В образах тварин висміював обмежених і темних людей, їхні вади — зокрема захланність. Точну кількість байок не встановлено, але вважають, що Езопу належить близько чотирьохсот. В (індексі (списку) Перрі) вказано понад сімсот, хоча є велика імовірність, що до нього включено байки авторів, які творили раніше або пізніше за Езопа. Жодних його рукописів і оригіналів творів до наших днів не дійшло — його твори у IV—III ст. до н. е. упорядкував Деметрій Фалерський, але збірка не збереглась. Відомі лише віршовані переробки творів Езопа, написані Федром, Бабрієм та Авіаном. Римський письменник II століття Авл Геллій писав про нього: «Езоп, фригійський байкар, не випадково вважався мудрецем; свої корисні поради і настанови він давав без суворої владності, як це звичайно роблять філософи, а вигадував дивні та цікаві притчі; розумно і прозорливо обдумані історії передавав людям з якоюсь принадою для слуху».
Чимало байок запозичили у Езопа та використали їх Жан де Лафонтен та Леонід Глібов.

## Життєпис

Aesopus moralisatus, 1484+1

Перший грецький історіограф Геродот свідчить, що Езоп народився у Фригії (Мала Азія) був рабом аристократа Ксанфа на острові Самос; отримавши волю, подорожував Грецією, Вавилонією та Єгиптом.
Езоп був невеликим на зріст, некрасивим і горбатим. Мав гострий розум і умів створювати байки. Його перший господар вирішив продати балакучого раба, якого купив простуватий філософ Ксанф з Самосу. Езоп вразив його дотепними відповідями. Коли Ксанф спитав Езопа, чи той хоче, щоб він його купив, Езоп нібито відповів: «А хіба тобі не все одно, чого я хочу? Купи мене в радники, тоді й запитуй». А на запитання, чи він завжди такий балакучий, Ксанф отримав відповідь, що за балакучих птахів завжди платять дорожче. Після того, як на репліку Ксанфа: «Але ти ж не птах, а виродок», Езоп відповів, що бочки в підвалах теж потворні, але вино в них гарне, філософ взяв його до себе.
Завдяки дотепному й винахідливому рабу Ксанф залишився в пам'яті поколінь, бо саме з ним легенда пов'язує багато езопових жартів і мудрих рішень. Широко відома історія, як Ксанф наказав Езопові купити на базарі для бенкету всього найкращого, що є у світі. Езоп приніс лише язики різного приготування і пояснив здивованому господарю, що найкраще у світі — це язик, бо саме ним домовляються, встановлюють закони, висловлюють високі й мудрі думки. На прохання купити наступного дня найгіршого, що є у світі, Езоп знову приніс язики — і довів Ксанфу, що в світі немає нічого гіршого ніж язик: ним люди обманюють один одного, починають сварки та війни.
Якось після обіду, перебуваючи добряче напідпитку, Ксанф хвальковито заявив, що може випити море, а на ранок вжахнувся від своєї обіцянки. Езоп врятував його від ганьби, порадивши Ксанфу виставити своєму супернику перед суддями й глядачами, які зберуться на березі моря, таку умову: хай суперник перекриє всі річки, що впадають в море, бо Ксанф дійсно обіцяв випити море, але річки постійно його наповнюють.
За однією з легенд про смерть Езопа, цар Крез послав його у місто Дельфи принести у величному храмі пожертву богові Аполлону. Підступні й жорстокі жерці, які вже давно ненавиділи Езопа, підклали в його торбину священний золотий кубок бога і звинуватили в крадіжці, а потім засудили Езопа до смерті, і скинули зі священної скелі Парнаського хребта в безодню.

## Розвиток жанру байки
Байкам Езопа притаманний дидактизм. У байках присутній повчальний висновок («мораль байки»), зазвичай знаходиться наприкінці твору. Деякі байкарі згодом розміщували мораль також на початку своїх творів.
«Батько байки» засуджує людські вади.
Оскільки Езоп був рабом, то в багатьох байках присутня тема «вичавлювання з людини раба», наприклад, байка про вибір шляху вільною людиною і рабом, у якій шлях раба спочатку розкішний і зручний, але виводить до урвища, а шлях вільної людини спочатку кам'янистий і незручний, але закінчується зеленим затишним моріжком.
Важливим атрибутом Езопових байок є їхня алегоричність — зображення реальних осіб, явищ і предметів з використанням асоціацій. Наприклад, Вовк у байці «Вовк і Ягня» є алегорією жорстокості, брутальної влади.
Езоп не першим увів тварин до оповідок, але вважається «канонізатором» образу тварини в байці, його твори населені десятками «класичних» алегоричних образів тварин: Вовк — жорстока сила, Лисиця — хитрість, Ягня — наївність і беззахисність тощо.
Згодом традиція інакомовлення (насамперед — реалізації алегорії за допомогою тварин) стала настільки поширеною, що виникло поняття «Езопова (езопівська) мова» — зашифрований спосіб викладу думок з натяками, недомовками та інакомовленням, з метою уникнення цензурної заборони і можливих репресій. Звісно, інакомовлення найактивніше використовували там, де влада була брутальною та деспотичною (тоталітарною).
Популярності Езопових байок сприяла їхня афористичність. Багато висловів, які наявні в Езопових байках або приписуються йому, стали крилатими.
Характерною специфічною рисою Езопових байок є їхній крайній лаконізм, відсутність чи мінімальна кількість «художніх оздоб» — епітетів, метафор, порівнянь. Це стисло-короткі прозаїчні оповідки, де в буквальному сенсі немає жодного зайвого (тобто неінформативного) слова.
Послідовники Езопа почали писати байки у віршах, розгортати їх у цілі драматизовані сценки, з розгорнутими діалогами, портретами персонажів.
В Езопа майже відсутній «місцевий колорит», в його послідовників часто відчутні «національні риси».

## Езоп і українська література

Обкладинка книги видавництва "Час майстрів"

Чимало сюжетів «Езопових байок» набули поширення у літературі — всі європейські письменники, які складали байки, певним чином були спадкоємцями Езопа. Наслідування можна простежити в українській літературі, зокрема у творчості Г. Сковороди, П. Гулака-Артемовського, Є. Гребінки, Л. Глібова, І. Франка, М. Годованця та ін. Байки Езопа перекладали Т. Зіньківський, О. Білецький, Ю. Мушак.
У 2020 році 35 байок Езопа переказав Олександр Виженко. 
- Байки Езопа в переказі Олександра Виженка. Київ: Час майстрів, 2020. 88 с. ISBN: 9789669152923.

## Творчість
До нас дійшли такі байки Езопа:
| - Вовк і коза - Лисиця і ворона - Лев і ведмідь - Галка й птахи - Хлібороб і орел - Вовк і лелека - Кочовик і верблюд - Лев і лисиця - Воли та осі - Чорногуз на орач - Жінка та курка - Олень і виноградник - Недужий олень - Візник та Геракл - Шахрай і корчмар - Галка та голуби - Жаби - Селянин та його діти - Рибалка та мавпа - Вояка та кінь - Кінь і віслюк - Лисиця та цап - Собака, півень і лисиця - Куца лисиця - Лисиця-ненажера - Лев і бик - Кури та дикий кіт - Два | - Пастух-жартівник - Вовки, вівці та баран - Мавпи-танцюристки - Рибалка з сопілкою - Куріпка та кури - Лисиця й лев - Людина і лев - Вовк і цапик - Зевс і лис - Лисиці - Рибалки - Двоє приятелів і ведмідь - Коза і пастух - Багатій і кожум'яка - Скнара - Мандрівці та чинара - Віслюк, нав'ючений сіллю - Баран і собаки - Павич і галка - Віл і цап - Гермес і дроворуб - Зайці та жаби - Лев, віслюк та лис - Два цапики - Орел, ворона та пастух - Дроворуб і лисиця - Мавпа і лисиця - Миші та коти - Собаки та м'ясо - Віслюк у лев'ячій шкурі | - Пастух і море - Батько та доньки - Лисиця і журавель - Черепаха і Заєць - Три бики і лев - Хатня миша й польова миша - Звіздар - Лисиця й виноград - Кози і чабан - Купальник і подорожній - Вугляр і власник пральні - Двое приятелів і ведмідь - Ворон і Лисиця - Мурашка і Цикада - Лисиця і Терен - Хлібороб і його діти - Хліборобові діти - Хлібороб і Змія - Подорожні і Ведмідь - Собака з шматком м'яса - Вовк і Чапля - Лисиця і Виноград - Вовк і Ягня - Гуси і Журавлі - Вовк і Козеня - Крук і Лисиця - Мурашка і Жук |

## Езопова мова
Езоповою називають замасковану алегоричну мову, коли думки висловлюють, не вдаючись до прямого конкретизування. Це роблять, коли намагаються чогось уникнути, наприклад, цензури або щоб не накликати гніву можновладної особи чи її оточення щодо висловлювання чи судження. Іноді в такому вигляді якась ідея стає більш зрозумілою, доступною.
Поширенню крилатого вислову «езопова мова» серед освіченої верстви населення Російської імперії сприяла творчість Салтикова-Щедріна, який у своїй творчості часто вдавався до цього прийому, аби обійти цензуру.

## Крилаті фрази
Езопу належить численні крилаті фрази. Найвідоміші з них: «Друг пізнається в біді», «Одна ластівка весни не приносить», «Тут Родос, тут стрибай», «Немає нічого такого досконалого, щоб бути вільним від будь-яких докорів» та інші.

## У кінофільмах
«Езоп» — радянський художній телефільм 1981 року, поставлений за мотивами п'єси бразильського драматурга Гільєрме Фігейредо «Лисиця і виноград».

## Вшанування
- 12608 Езоп — астероїд, названий на честь байкаря.